# Lac Bovan
Le lac Bovan (en serbe : Бованско језеро et Bovansko jezero) est un lac de Serbie. Il est situé sur la Sokobanjska Moravica, près du village de Bovan, entre Sokobanja et Aleksinac.

## Géographie
Le lac Bovan se trouve à 10 km de Sokobanja et à 30 km d'Aleksinac, sur la route régionale Aleksinac-Knjaževac-Sokobanja.

## Caractéristiques

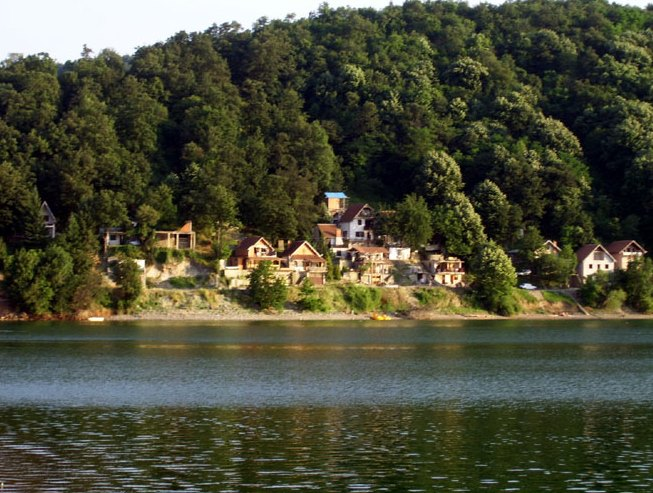
Villas au bord du lac Bovan

Le lac Bovan est un réservoir artificiel, créé par la construction d'un barrage sur la Sokobanjska Moravica en 1978. Il fait partie d'un système de régulation des eaux de la Morava et, par conséquent, celles qui alimentent les centrales hydroélectriques de Đerdap, situées sur le Danube ; il permet notamment de contrôler les apports en alluvions des rivières provenant des collines et des montagnes avoisinantes et, en même temps, de résorber leur flux en période de crue.
Le lac mesure 8 km dans le sens de la longueur et 500 m dans le sens de la largeur, avec une profondeur qui peut atteindre 50 m. Il couvre une superficie d'environ 5 km2. Il est utilisé pour l'irrigation des terres arables de la région et participe à l'alimentation en eau de la ville d'Aleksinac.

## Tourisme
Le lac, qui possède une plage sur laquelle on peut se livrer à des sports comme le volley-ball, constitue également une attraction pour les habitants de la région et pour les touristes.

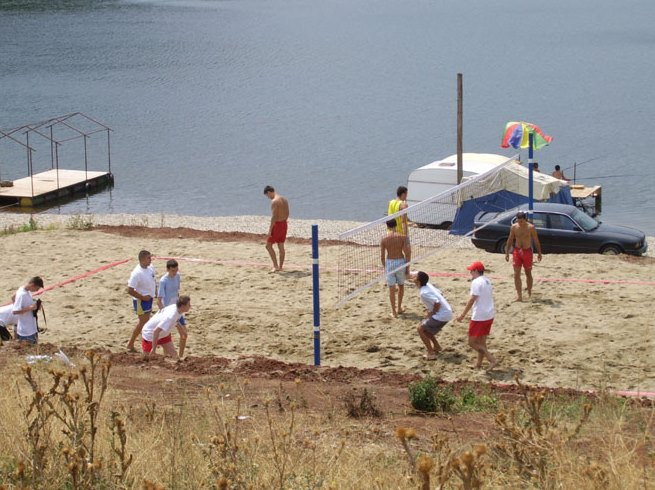
Partie de Volley-ball sur la plage